# День системного администратора
День системного администратора (также известен как День сисадмина) — праздник, который отмечается в последнюю пятницу июля с целью выражения признательности сотрудникам, выполняющим обязанности системных администраторов. В американском варианте — «День благодарности системному администратору» (System Administrator Appreciation Day).

## История
«Отцом» праздника является американский системный администратор с 20-летним стажем Тед Кекатос, увидевший журнальную рекламу Hewlett-Packard, в которой установившего новые принтеры системного администратора благодарные пользователи одаривают цветами и корзинками фруктов. Кекатос, недавно установивший несколько принтеров той же модели, решил создать специальный день, посвященный профессии системного администратора. Первый такой день, устроенный Кекатосом, пришелся на пятницу 28 июля 2000 года. Это был просто пикник на природе на окраине Чикаго, в котором приняли участие члены небольшой софтверной компании. С тех пор праздник принято отмечать в последнюю пятницу июля.
С 2006 года начал отмечаться «Всемирный день информационного общества» (с 2007 года Всемирный день электросвязи и информационного общества), который закреплён за 17 мая. Провозглашённый Генеральной Ассамблеей ООН, этот памятный день имеет официальный статус, и, видимо, может считаться официальным аналогом дня системного администратора.

## Праздник в России
С 2006 года под Калугой (с 2018 года под Ярославлем) ежегодно проходит Всероссийский слёт системных администраторов, с каждым годом собирающий все больше и больше участников. Так, если первый слёт посетило около 350 человек, то в 2009 году на него приехало более 3000 человек из 174 городов России, Украины, Беларуси и Казахстана.
К последней же пятнице июля приурочен фестиваль LinuxFest, также проводящийся в Калужской области. Регулярный сбор системных администраторов в Новосибирске проходит на берегу Обского моря.
Традиция проведения «Дня сисадмина» в последнюю пятницу июля существует и в Екатеринбурге. Сначала собрания были стихийными, а с 2010 года мероприятие официально проходит у знаменитого Памятника клавиатуре. Оно сопровождается «отраслевыми» спортивными состязаниями: киданием на дальность и на точность нерабочих компьютерных мышей (на точность в пустой системный блок кидаются мыши с отрезанными «хвостами»), а также силовому жиму связки жёстких дисков с изменяемым весом. В 2016 году в День сисадмина на памятнике была открыта мемориальная доска в честь легендарного сисадмина Евгения Зорина, которого пресса называет «отцом уральского Интернета».

## Праздник в Беларуси
К последней пятнице июля также приурочена конференция B.E.E.R (Best engineer event in republic), которая проводится в Минске. Мероприятие основано в 2017 году, в 2020 году конференция стала одним из немногих мероприятий, что прошли в оффлайн-формате, в 2021 году мероприятие прошло 31 июля.